# تلویزیون آریانا
تلویزیون آریانا (ATN) یکی از پربیننده‌ترین شبکه‌های تلویزیونی خصوصی افغانستان است که از شهر کابل برنامه پخش می‌کند. مقر این تلویزیون در شهر کابل می‌باشد اما دارای شعبات در شهرهای دوبی و نیوجرسی نیز است. جشنواره موسیقی آریانا یکی از بزرگترین برنامه‌های این شبکه می‌باشد.

## پیدایش
شبکهٔ خصوصی رادیو و تلویزیون آریانا که نشان اختصاری آن ATN است در روز سه‌شنبه ۱۶ اوت سال ۲۰۰۵ آغاز به کار کرد. این شبکه توسط احسان الله بیات، بنیانگذار شبکهٔ مخابراتی افغان بیسیم، تأسیس گردیده‌است. تلویزیون آریانا یکی از چند شبکهٔ پربیننده در افغانستان می‌باشد که در ۳۳ ولایت این کشور نشرات دارد. بیننده‌های تلویزیون آریانا در اروپا و آمریکا می‌توانند از طریق ماهوارهٔ هات‌برد و گلکسی ۲۵ برنامه‌های این شبکه را تماشا نمایند.
جشنوارهٔ موسیقی آریانا یا ATN Awards همه ساله برگزار می‌گردد و هنرمندان افغانستان را از سراسر جهان در یکی از شهرهای جهان فرا می‌خواند. کسانی که در کتگوری‌های سیزده‌گانهٔ این رقابت هنری کاندید شده‌اند، توسط رأی مردم انتخاب می‌گردند.

## برنامه‌ها
تلویزیون آریانا دارای ۲ کانال ملی و بین‌المللی است. اکثر برنامه‌های تلویزیون آریانا با تمرکز بر اصالت افغانی محتوای آن تهیه می‌شود. در کنار برنامه‌های محلی، این شبکه برنامه‌های جالب و تفریحی خارجی از جمله سریال‌های هندی، ترکی و انگلیسی را پخش می‌نماید.
از برنامه‌های مطرح تلویزیون آریانا می‌توان از جشنواره موسیقی آریانا نام برد که همه ساله در یکی از شهرهای جهان برگزار می‌گردد. سایر برنامه‌های تلویزیون آریانا عبارت اند از:
- صبح و زندگی
- ساعت ۱۰
- تکپیدیا
- صبح و ورزش
- خط سبز
- سینما
- درمان
- یادمان
- سریال ناوی
- سریال مرا ببخش